# Chemilli
Chemilli ist eine französische Gemeinde im Département Orne in der Normandie. Sie gehört zum Arrondissement Mortagne-au-Perche und zum Kanton Ceton.

## Lage
Die Gemeinde Chemilli liegt am Südwestrand des Hügellandes der Perche, 30 Kilometer ostsüdöstlich von Alençon. Nachbargemeinden von Chemilli sind Belforêt-en-Perche im Norden und Nordosten, Vaunoise im Südosten, Saint-Fulgent-des-Ormes im Süden, Origny-le-Roux im Südwesten und Suré im Nordwesten.

## Bevölkerungsentwicklung
| Jahr                       | 1962 | 1968 | 1975 | 1982 | 1990 | 1999 | 2010 | 2021 |
| -------------------------- | ---- | ---- | ---- | ---- | ---- | ---- | ---- | ---- |
| Einwohner                  | 337  | 288  | 226  | 232  | 239  | 235  | 217  | 176  |
| Quellen: Cassini und INSEE |      |      |      |      |      |      |      |      |

## Sehenswürdigkeiten

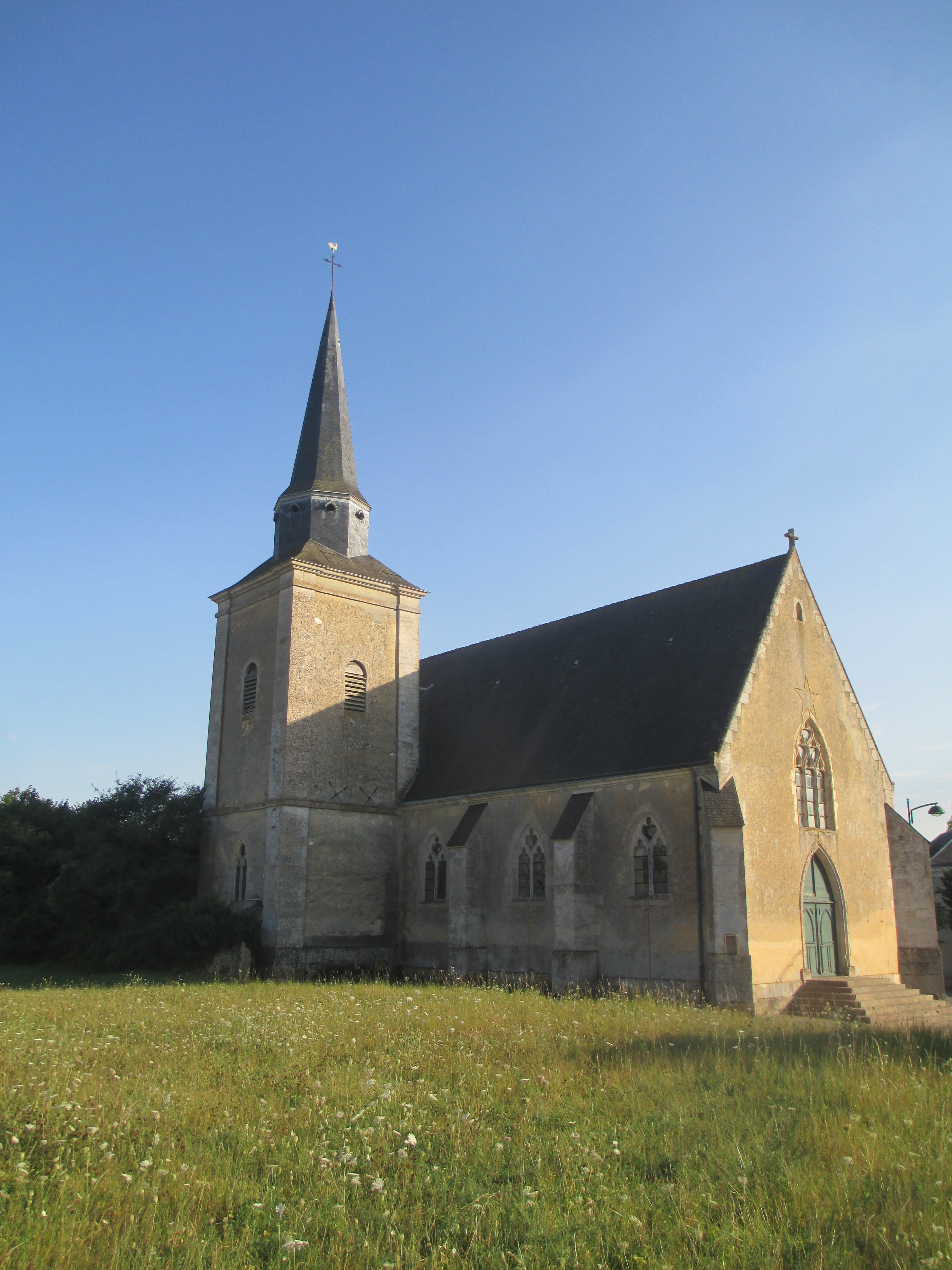
Kirche Saint-Germain
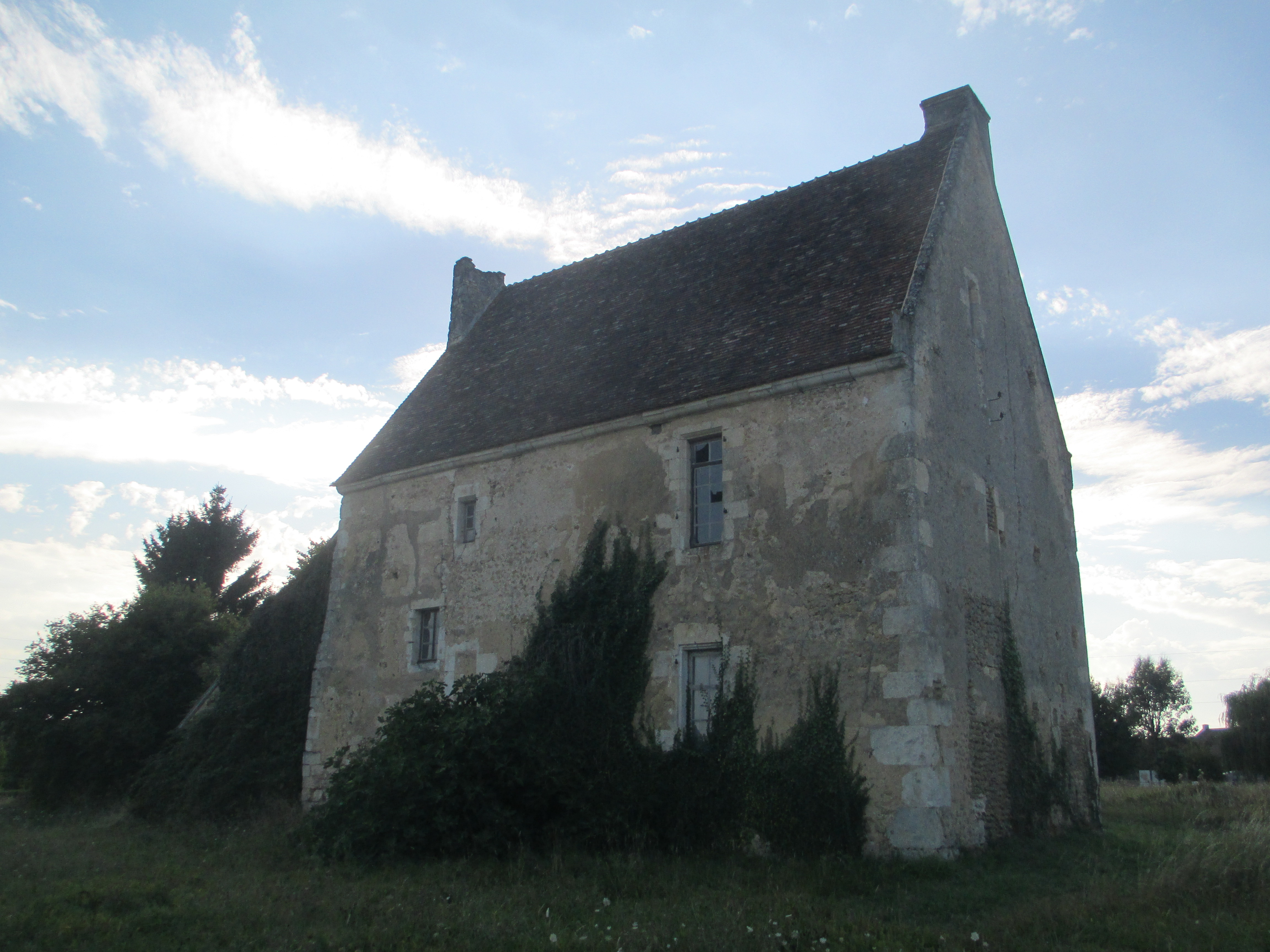
Ehemaliges Priorat
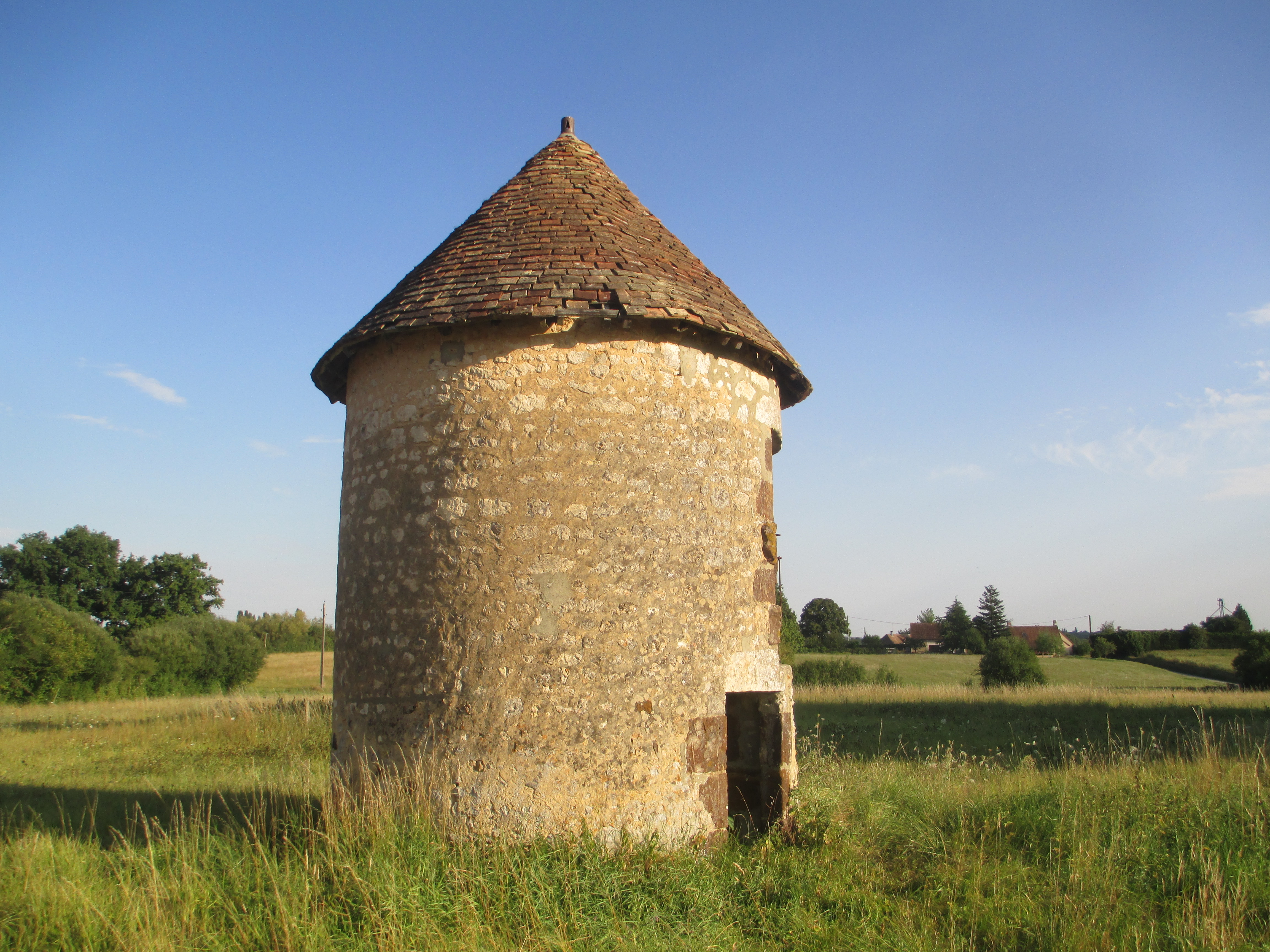
Ehemaliges Backhaus

- Kirche Saint-Germain
- Ehemaliges Priorat
- Ehemaliges Backhaus